# Dementium II
Dementium II est un jeu vidéo de type survival horror et tir à la première personne développé par Renegade Kid et édité par SouthPeak Games sorti en 2010 sur Nintendo DS. Il s'agit de la suite de Dementium : L'Asile sorti en 2007 sur la même console.
Dans Dementium II, le joueur prend le contrôle d'un patient nommé William Redmoor qui vient d'avoir une intervention chirurgicale au cerveau. Tenu prisonnier dans l'hôpital Bright Dawn Treatment Center, William tente de s'échapper. Cependant, de nombreux ennemis et énigmes se mettent dans son chemin, en plus de régulièrement tomber dans un monde parallèle cauchemardesque.
Le jeu est bien reçu par la presse spécialisée. Les critiques sont notamment satisfaits des graphismes, de la fluidité et de la grande variété d'environnements et d'armes du jeu. Toutefois, ils regrettent entre autres sa faible durée de vie ainsi que la musique qui se déclenche lorsqu'un ennemi fait son apparition. Le jeu bénéficie d'une version HD sur Microsoft Windows et Macintosh, disponible depuis 2013 en téléchargement, sous le nom de Dementium II HD.

## Synopsis
L'histoire du jeu fait suite à Dementium : L'Asile. Dementium II suit les péripéties de William Redmoor, un patient qui vient d'avoir une opération au cerveau, alors qu'il se fait transférer dans ce qui semble être un hôpital nommé Bright Dawn Treatment Center. Au début du jeu, William se réveille d'un coma de cinq semaines. Il est alors emmené par deux gardes de sécurité dans une cellule. Peu après, il tombe dans un monde parallèle dans lequel le décor se transforme et des créatures apparaissent, ce qui lui arrivera régulièrement au cours du jeu. Il finit par s'évader de sa cellule et tente par la suite de s'échapper de l'hôpital. Cependant, pour y arriver, William doit vaincre de multiples créatures et résoudre plusieurs énigmes,.

## Système de jeu
Dementium II est, comme son prédécesseur, un jeu vidéo de type survival horror et de tir à la première personne. Le joueur prend le contrôle de William Redmoor et évolue à travers divers environnements modélisés en trois dimensions, comme dans les couloirs de l'hôpital ou dans un village enneigé. L'écran tactile, en plus d'afficher la carte des lieux et l'inventaire, permet au joueur de diriger la vision de William. La carte indique quelles pièces ont déjà été visitées par le joueur ainsi que les portes verrouillées et les points de sauvegarde. L'écran tactile permet également de recharger certaines armes, de sauter et de s'accroupir. Par défaut, la croix directionnelle permet de déplacer William, bien qu'une option pour les gauchers soit disponible, appliquant cette fonction aux boutons A, B, X et Y.
Au cours du jeu, le joueur fait face à de nombreux ennemis, dont certains étaient déjà apparus dans Dementium : L'Asile. De plus, il est confronté à certains moments de l'aventure à un boss. Pour combattre les ennemis, le joueur peut avoir recours à plusieurs armes différentes récupérées au courant de l'aventure, dont entre autres un marteau, un fusil d'assaut et un lance-flammes. Contrairement à l'opus précédent, William peut se servir de sa lampe torche en même temps qu'une arme légère, comme le couteau ou le revolver. En plus des armes, le joueur peut récupérer des objets utiles pour la progression du jeu ainsi que des notes. Les notes récupérées sont accessibles en tout temps à l'aide de l'écran tactile de la console. À certains points, le joueur peut sauvegarder sa progression grâce à des points de sauvegarde placés à intervalle régulier, représentés par un miroir,.
Le jeu propose également un mode survie dans lequel le joueur doit affronter des vagues d'ennemis dans un espace restreint à l'aide des armes débloquées dans le mode principal. Ce mode est davantage concentré sur l'action plutôt que sur l'exploration et l'histoire,.

## Commercialisation
Une version remastérisée du jeu, nommée Dementium II HD, est disponible en téléchargement sur Microsoft Windows et Macintosh depuis 2013. Elle est éditée par Memetic Games et développée par Digital Tribe Games. Jools Watcham, concepteur du jeu original sur Nintendo DS, déclare que Renegade Kid n'a pas été impliqué dans le développement du jeu.

## Accueil
Dementium II est bien accueilli par la critique, obtenant un score de 72,60 % sur GameRankings et 75 % sur Metacritic,.
Craig Harris du site IGN lui donne une note de 8 sur 10, qui est satisfait des graphismes ainsi que de la fluidité du jeu. Il met également en avant la grande variété d'environnements, qui est selon lui une amélioration notable par rapport à Dementium : L'Asile. Cependant, il trouve que la façon dont est présentée l'histoire, à l'aide de cinématiques « maladroites » et de lettres placées à divers endroits pour mettre le joueur au courant de ce qui se passe, s'avère être « un peu maladroite ».
Nathan Meunier de GameSpot salue lui aussi la qualité des graphismes du jeu. De plus, il est satisfait de la grande variété d'environnements et d'armes. En contrepartie, il est déçu de la musique qui se déclenche lorsqu'un ennemi apparaît, la comparant à une « musique kitsch de film d'horreur ». Il note également comme point négatif la courte durée de vie du titre.

## Postérité
En septembre 2014, Renegade Kid récupère les droits de la série Dementium, qui étaient précédemment détenus par SouthPeak Games. Bien que Renegade Kid ait toujours détenu la propriété de la série, SouthPeak Games était le seul à pouvoir donner la permission de concevoir une suite  au jeu ou, au contraire, à s'y opposer. Jools Watcham, le concepteur des jeux Dementium sorti sur Nintendo DS, déclare être en train de réfléchir à des suites et à des portages de Dementium II.